# Гари Мерил
Гари Фред Мерил (енгл. Gary Fred Merrill; Хартфорд, Конектикат, 2. август 1915 — Фалмут, Мејн, 5. март 1990) је био амерички филмски и телевизијски глумац, последњи од четири супруга глумице Бети Дејвис.

## Изабрана филмографија
- Полетање усред дана (1949)
- Све о Еви (1950)